# Cratere Gretchen
Gretchen  è un cratere sulla superficie di Venere.